# Owain Arthur

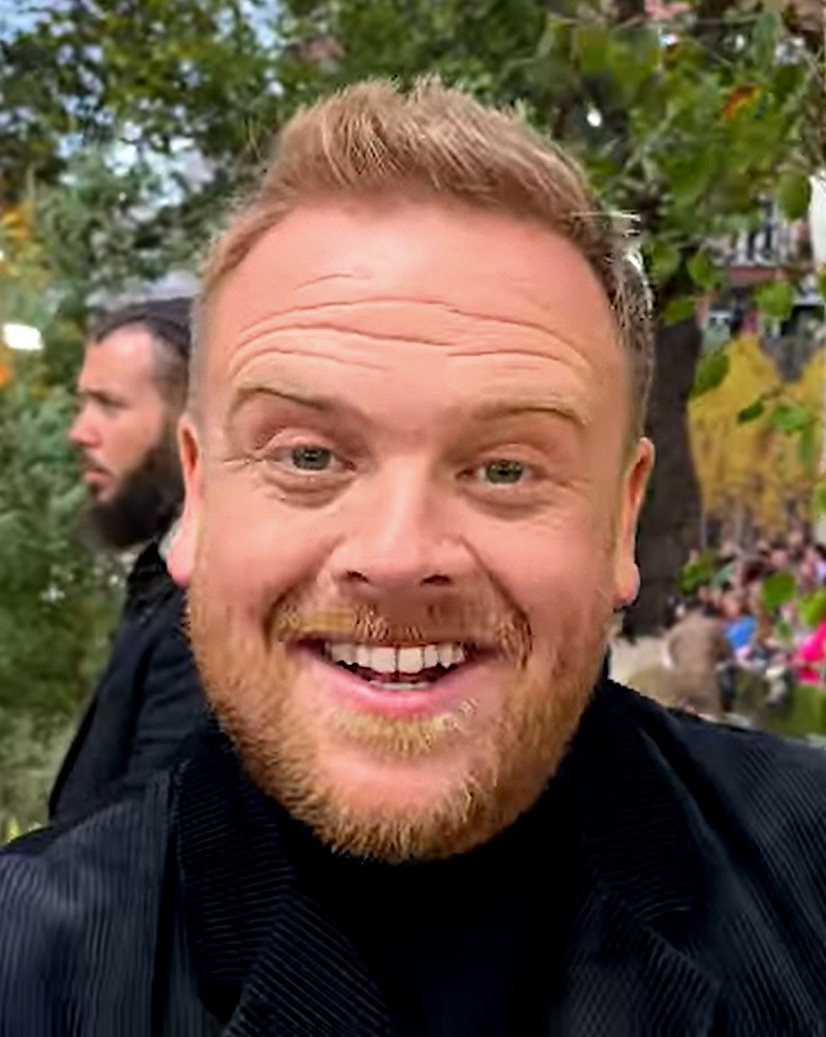
Owain Arthur (2022)

Owain Arthur (* 5. März 1983 in Bangor) ist ein walisischer Schauspieler.

## Leben und Wirken
Owain Arthur wurde an der Guildhall School of Music and Drama in London ausgebildet. Er war in der Vergangenheit als Bühnenschauspieler aktiv und trat in diversen Aufführungen der Royal Shakespeare Company auf. Besondere Bekanntheit erlangte Arthur durch die Hauptrolle des Francis Henshall in dem Theaterstück One Man, Two Guvnors, welche er 2011 in der Inszenierung am Theatre Royal Haymarket verkörperte.
Als Fernsehdarsteller hatte Arthur 2007 sein Debüt in einer Folge von Doctors. Seitdem schlossen sich fortlaufend Rollen in weiteren Fernseh- und Filmproduktionen an. So verkörperte er beispielsweise von 2008 bis 2018 gleich zwei verschiedene Charaktere in der Krankenhausserie Casualty. Seit 2022 ist er in der Fantasyserie Der Herr der Ringe: Die Ringe der Macht in der Rolle des Zwergenprinzes Durin IV. zu sehen.

## Filmografie (Auswahl)
- 2007: Doctors (Fernsehserie, 1 Folge)
- 2008: The Palace (Fernsehserie, 8 Folgen)
- 2008: New Tricks – Die Krimispezialisten (New Tricks, Fernsehserie, 1 Folge)
- 2008–2018: Casualty (Fernsehserie, 24 Folgen)
- 2010: Mr. Nice
- 2011: Holby City (Fernsehserie, 1 Folge)
- 2012: Willkommen im Krieg
- 2013: The Patrol
- 2014: Babylon (Fernsehserie, 7 Folgen)
- 2015: Inspector Mathias – Mord in Wales (Y Gwyll, Fernsehserie, 1 Folge)
- 2015: Dim Ond y Gwir (Fernsehserie, 2 Folgen)
- 2016: Death in Paradise (Fernsehserie, 1 Folge)
- 2016: White Island
- 2017: 35 Diwrnod (Fernsehserie, 8 Folgen)
- 2018: Hard Sun (Fernsehserie, 6 Folgen)
- 2018: Disable/Enable (Kurzfilm)
- 2019: London Kills (Fernsehserie, 1 Folge)
- 2019: A Confession (Fernsehserie, 6 Folgen)
- 2020: Der einzig wahre Ivan (The One and Only Ivan)
- seit 2022: Der Herr der Ringe: Die Ringe der Macht (The Lord of the Rings: The Rings of Power, Fernsehserie)